# Piesau
Piesau is een plaats en voormalige gemeente in de Duitse deelstaat Thüringen, en maakt deel uit van de Landkreis Saalfeld-Rudolstadt. De plaats telde 715 inwoners op 31 december 2017.

## Geschiedenis
De gemeente maakte deel uit van de Verwaltungsgemeinschaft Lichtetal am Rennsteig tot deze op 1 januari 2019 werd opgeheven en Piesau werd opgenomen in de gemeente Neuhaus am Rennweg. Door deze overgan werd de plaats ook overgeheveld van de Landkreis Saalfeld-Rudolstadt naar de Landkreis Sonneberg.

## Geografie

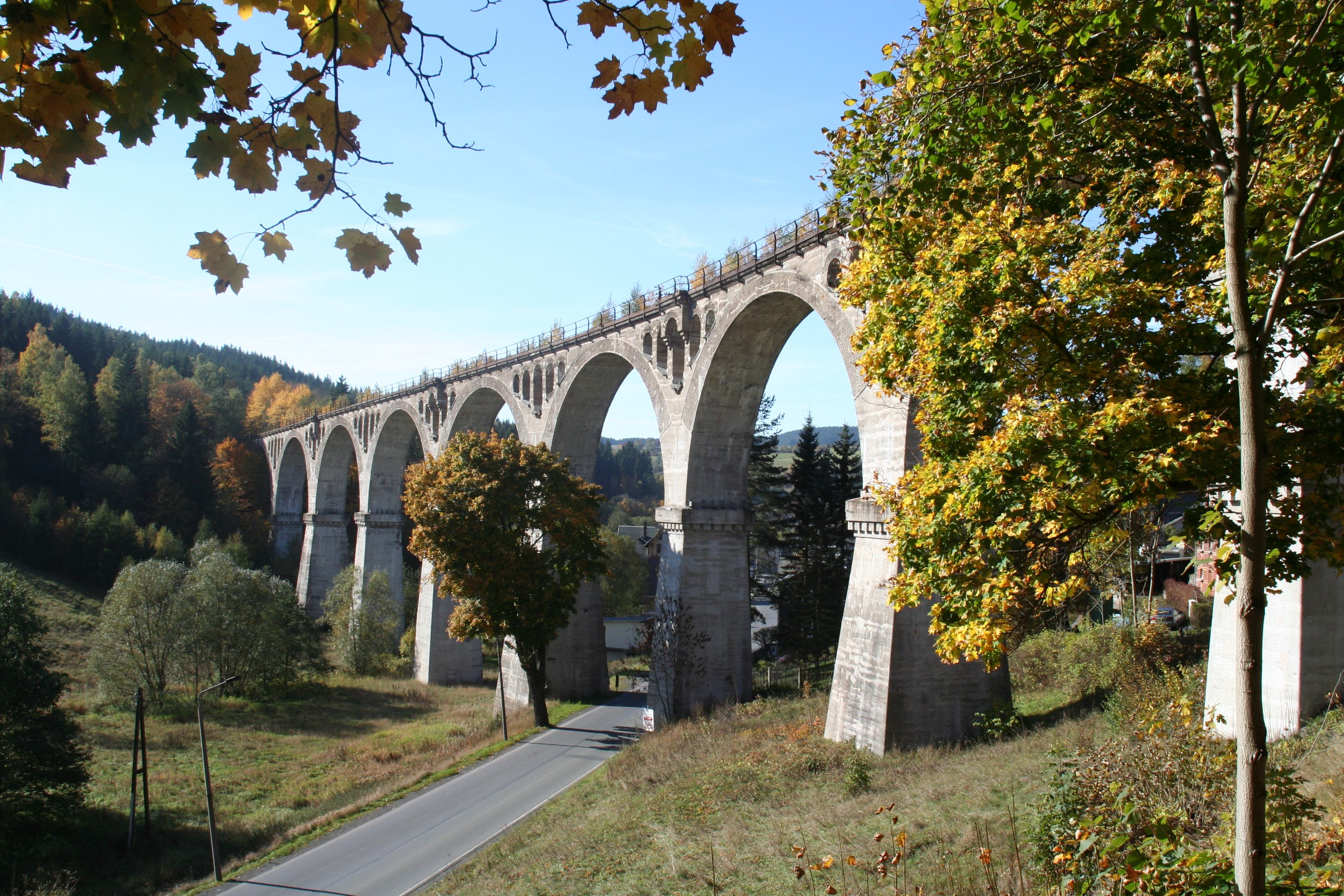
Piesau-viaduct

Piesau ligt in het hart van het Thüringer leisteengebergte in het dal van de gelijknamige rivier. De plaats strekt zich over ongeveer twee kilometer in dit dal uit en gaat in het noorden naadloos over in het Ortsteil Lichte. Rondom het dorp bevinden zich de 804 meter hoge Mittelberg in het westen, de 755 meter hoge Hirschstein in het oosten en de 761 meter hoge Rodeberg in het zuiden. Het water van de dorpsbeek Piesau bevat goud. Piesau is omgeven door een sparrenwoud.

## Geboren
- Johann Georg Christoph Heinz (1819), glasfabrikant